# San-marinesische Basketballnationalmannschaft
Die san-marinesische Basketballnationalmannschaft repräsentiert San Marino bei Basketball-Länderspielen der Herren, etwa bei internationalen Turnieren und bei Freundschaftsspielen.
Das Team konnte sich bisher nicht für Olympische Spiele, Weltmeisterschaften oder Europameisterschaften qualifizieren. 

## Geschichte
Die san-marinesische Basketballnationalmannschaft ist seit 1969 Mitglied der FIBA Europa und nahm bisher ausschließlich an Wettbewerben teil, die für Kleinstaaten eingeführt wurden. Bei den FIBA Europameisterschaften für kleine Länder nahm das Team bisher zwölfmal teil, belegte dabei zweimal den dritten, einmal den zweiten Platz und wurde einmal, im Jahre 2002, Gewinner des Turniers. Zudem wurden zwei Bronzemedaillen bei den Spielen der kleinen Staaten von Europa gewonnen.

## Abschneiden bei internationalen Wettbewerben
| - noch nie qualifiziert |  | - noch nie qualifiziert |

### Europameisterschaften
- noch nie qualifiziert